# Марсили
Марсили (итал. Marsili) — потенциально активный подводный вулкан, расположенный в Тирренском море, примерно в 150 км к юго-западу от Неаполя. Является самым большим подводным вулканом в Европе.

## Морфология
Вулкан был открыт в 1920 годах, и назван в честь итальянского учёного Луиджи Фердинандо Марсили (Марсильи). С 2005 года активно изучается в рамках стратегических проектов Национального исследовательского совета Италии.
Длина вулкана равна 70 км, а ширина — 30 км (2100 км2). Вулкан Марсили возвышается над морским дном на 3000 м, а его вершина находится на глубине 450 м от поверхности Тирренского моря.

## Впадина Марсили
Впадина Марсили — глубоководная область в восточной части Тирренского моря, западнее расположена впадина Вавилова. В структурном отношении эта впадина представляет собой задуговый бассейн, развитый за Эолийской вулканической дугой — местной зоной субдукции. Соответственно, вулканизм района типичен для зон субдукции, с преобладанием толеитовых базальтов. Земная кора океанического типа здесь утончена до 10 км. Над центральной равнинной частью впадины возвышается вулкан Марсили.
Эта территория развивается в условиях конвергентной геодинамической обстановки. Тирренское море сформировалось в ходе задугового спрединга в зоне субдукции северо-западной части Ионической океанической плиты под Альпийско-Апеннинскую активную окраину.

## Геология
Вулкан является активным, на его склонах развиты множество паразитических конусов. Хотя в историческое время его извержения не были отмечены, его активность проявляется в высокотемпературных гидротермальных системах, которые разгружаются на его склонах, формируя отложения сульфидов свинца, меди, цинка, оксиды и гидроксиды железа и марганца. Геофизическими измерениями было установлено существование мелкозалегающего резервуара с большим объёмом магмы.
Состав его магматических пород сходен с образцами пород, обнаруженными на Липарских островах, где вулканическая активность объясняется существованием зоны субдукции. Предполагается, что возраст вулкана не превышает 200 тысяч лет.

## Потенциальные риски
Высокая активность гидротермальных процессов повлекла за собой глубокие метасоматические изменения горных пород. Эти изменения значительно ослабили прочность пород, слагающих вулканическую постройку.
Кроме того, учёными уже были обнаружены следы недавних оползней на вулкане. Сотрудники Национального института геофизики и вулканологии Италии считают возможным разрушение части вулканического аппарата Марсили при следующем извержении. В таком случае оползень большого объёма приведёт к формированию цунами, которое будет угрожать всему побережью Тирренского моря — в первую очередь Кампании, Калабрии и Сицилии.